# Linus Spacehead's Cosmic Crusade
Linus Spacehead's Cosmic Crusade es un videojuego lanzado en 1992 por Codemasters para la NES .  Un remake del juego, retitulado Cosmic Spacehead , se lanzó en 1993 para Amiga , MS-DOS , Sega Game Gear , Master System y Genesis .  El juego presenta elementos de aventura , con ubicaciones conectadas por secciones de plataforma . 
El juego es la secuela de Linus Spacehead , que se lanzó exclusivamente como parte de la compilación Quattro Adventure . 

## Trama
Linus es un extraterrestre del planeta linóleo que se estrelló contra el legendario planeta Tierra .  Después de regresar a casa y esperar la bienvenida de un héroe, Linus pronto descubrió que sus compañeros Linomen se mostraron escépticos sobre la existencia del llamado "planeta Tierra" y deciden regresar a él, esta vez con una cámara.  Sin embargo, no tiene dinero (la moneda del linóleo es el Linobuck), y debe aventurarse alrededor del planeta para adquirir un vehículo y una cámara.  En sus aventuras, Linus abandona Linoleum (con una identificación falsa de Larry Flynt para competir en un concurso de autos de choque), sofoca una revolución de robots en Detroitica y obtiene gasolina de una estación espacial abandonada. 

## Jugabilidad
El juego es similar a títulos anteriores como Maniac Mansion (1987) y títulos posteriores como Day of the Tentacle (1993), es una aventura gráfica en el que los elementos se deben recopilar y usar en ubicaciones específicas para poder progresar.  El personaje del jugador se dirige durante gran parte del juego con el uso de un cursor y comandos escritos.  También incluye numerosas secciones de plataformas cortas, así como otros minijuegos y rompecabezas. 
Cada ubicación principal de Planet Linoleum tiene un dispositivo de teletransportación , que se puede activar mediante una tarjeta.  Sin embargo, a menudo dejan a Linus con un efecto secundario, requerido para completar un rompecabezas.  Para viajar entre las secciones de aventura, Linus recorre las secciones de arcade, donde tiene que llegar al otro lado del nivel, evitando caídas libres, enemigos y recolectando caramelos cósmicos al mismo tiempo (después de recolectar 10, se agrega una vida extra ).  Linus muere al contacto con los enemigos, así que en lugar de correr a velocidad (lo que se puede hacer, ya que los niveles son pequeños), puede ser más aconsejable aprender los patrones de movimiento de sus enemigos y esperar una apertura segura.  Esto es particularmente cierto en  Linus Spacehead's Cosmic, de nes donde Linus no puede cambiar de dirección en medio del salto.  Las contraseñas están dispersas en lugares clave. 

## Licencia
Al igual que otros juegos de Codemasters, las versiones de NES no fueron autorizadas por Nintendo .  Linus Spacehead's Cosmic Crusad fue lanzado como un cartucho independiente y como uno de los siete juegos para el Aladdin Deck Enhancer .  Al menos en Europa, una versión posterior/actualizada del juego fue lanzada como Cosmic Spacehead .  Hay varias diferencias entre eso  la versión anterior.  Cosmic Spacehead incluye el modo Pie Slap , y Linus puede saltar más alto y cambiar de dirección en medio del salto, lo que facilita las secciones  de  plataforma.  La versión Mega Drive se incluyó en un cartucho Codemasters "2 en 1" con Fantastic Dizzy . 
Todos los juegos excepto Linus Spacehead's Cosmic Crusade, incluyen un modo para dos jugadores llamado Pie Slap , que recuerda a Armor Ambush para Atari 2600 .  Si bien la versión Master System es similar en gráficos a la versión NES, el juego está más cerca de las versiones restantes.  En las versiones Amiga, Mega Drive y MS-DOS, el estilo artístico es diferente de la versión NES. 

## Recepción
GamePro describió la versión de Game Gear como "una gran aventura de texto de point-and-click", además de alabar el encanto caricaturesco de los gráficos.